# مفضلية تأبط شرا
مفضلية تأبَّط شراً قصيدة شعرية باللغة العربية من البحر البسيط، قالها الشاعر ثابت الفهمي المعروف بـ«تأبط شراً» وهو من أشهر شعراء «الصعاليك» في العصر الجاهلي. افتتح المفضَّل الضبِّي بهذه القصيدة كتابه «المفضليات» وهي تصف حياة الصعلوك ومغامراته وثباته على مبادئه.

## مؤلف القصيدة
هو الشاعر ثابت بن جابر بن سفيان الفهمي أحد أهم الشعراء الصعاليك، ويعتبر من أسرع عدائي العرب، ولديه قصصٌ كثيرة مع الشنفرى وباقي الصعاليك، وإليه أشار الشنفرى بقوله في مفضليته:

## المفضليات
المفضليات من أهم الكتب التي حفظت الشعر الجاهلي، وتعد مرجعاً معتمداً وموثوقاً عند الأدباء منذ يوم جمعها إلى الآن، حيث جمعها المفضل الضبي، وافتتحت المفضليات بقصيدة للشاعر تأبط شراً.
واهتم بهذه القصيدة شُراح المفضليات وهم:
- الخطيب التبريزي
- ابن الأنباري
- المرزوقي

## سبب القصيدة
ذُكر في هذه القصيدة حادثة هرب الشاعر من قبيلة بجيلة، إذ نصبوا له كمينًا عند إحدى عيون المياه، لكنه استطاع الهرب منهم برفقة الشنفرى، وعمرو بن براقة الذي عُرف بسرعته الفائقة وأنه من الأشخاص الذين لا يشق لهم غبار، فذَكر مواصفات صاحبه الذي يتخذه ملاذاً له، وذكر أيضاً افتخاره بنفسه على بُكوره إلى العمل، ثم ذكر كرمه وثباته عليه رغم اللوم الذي يتعرض له.

## نص القصيدة
وفيها تبرز قيم الصعاليك ومغامراتهم